# My Name Is Khan
My Name Is Khan (en hindi माय नेम इज़ ख़ान, "Em dic Khan"), sovint anomenada pel seu acrònim MNIK, és una pel·lícula índia del 2010 protagonitzada per Shahrukh Khan i Kajol, una parella mítica del cinema de Bollywood que no havia treballat junta des de feia nou anys. És una obra de Karan Johar, amb guió de Shibani Bathija i produïda per Hiroo Yash Johar i Gauri Khan.
La producció és de les companyies Dharma Productions i Red Chillies Entertainment. El pressupost de 380 milions de rupies índies en fa una de les pel·lícules de Bollywood més cares després de Blue (2009) o Ghajini (2008). La distruïdora FOX Star Entertainment va comprar els drets de la pel·lícula per mil milions de rupies índies, cosa que en fa la primera pel·lícula de Bollywood per preu de venda dels drets superant el rècord de Ghajini (2008) per 900 milions de rupies índies. MNIK era, el 2011, la pel·lícula índia que mai ha aconseguit més guanys a l'exterior de l'Índia.
L'estrena mundial de la pel·lícula es va fer a Abu Dhabi el 10 de febrer de 2010. El mateix mes també es va projectar com a part del 60è Festival Internacional de Cinema de Berlín. Durant els mesos anteriors a l'estrena s'havia fet publicitat de la pel·lícula amb polèmiques sobre els procediments de seguretat als aeroports internacionals, la política interna índia, els prejudicis contra els musulmans i els visats d'entrada als Estats Units.
Curiosament va ser notícia el fet que l'actor Shahrukh Khan va estar retingut durant més d'una hora pel servei d'immigració dels Estats Units a l'aeroport de Newark quan va arribar per una visita de promoció de la pel·lícula. El productor ha negat que fos una maniobra per fer-ne publicitat. El governador de Califòrnia i ex-actor Arnold Schwarzenegger va convidar a sopar Shahrukh Khan com a desgreuge pel mal pas diplomàtic.

## Argument
Rizvan Khan (Tanay Chheda) és un nen indi musulmà criat amb la seva mare (Zarina Wahab) a Borivali, un suburbi al nord-oest de Mumbai, i que pateix la síndrome d'Asperger (una forma d'autisme lleuger). A l'edat adulta, Rizvan (Shahrukh Khan) s'enamora de la perruquera Mandira (Kajol), amb qui es casa, i la parella es trasllada a San Francisco. Però després dels atemptats terroristes de l'11 de setembre de 2001, amb l'exacerbació popular del sentiment antimusulmà, la vida familiar es veurà abocada al drama. Rizvan, ple d'innocència, intentarà trobar el president dels Estats Units per demostrar-li que malgrat dir-se Khan, nom musulmà, no és pas un terrorista.

## Actors
| Actor/Actriu          | Paper                                           |
| --------------------- | ----------------------------------------------- |
| Shahrukh Khan         | Rizwan Khan                                     |
| Kajol                 | Mandira Khan                                    |
| Yuvaan Makaar         | Sameer (Sam)                                    |
| Zarina Wahab          | Razia Khan (mare d'en Rizwan)                   |
| Tanay Chheda          | Rizwan Khan (infant)                            |
| Jimmy Shergill        | Zakir Khan                                      |
| Sonya Jehan           | Haseena Khan                                    |
| Parvin Dabas          | Bobby Ahuja                                     |
| Arjun Mathur          | Raj Burman                                      |
| Sugandha Garg         | Komal                                           |
| Sheetal Menon         | Radha                                           |
| Christopher B. Duncan | Barack Obama                                    |
| Kenton Duty           | Reese Garick                                    |
| Michael Arnold        | Reese Garick (infant)                           |
| Umesh Tonpe           | Sandip Chotala(amic de Rizwan als Estats Units) |
| Dominic Renda         | Mark Garrick                                    |
| Katie A. Keane        | Sarah Garrick                                   |
| Harmony Blossom       | Karma Girl                                      |
| Arif Zakaria          | Faisal Rahman                                   |
| Vinay Pathak          | Jitesh                                          |
| Jennifer Echols       | Mama Jenny                                      |
| Adrian Kali Turner    | Funny Hair Joel                                 |
| Benny Nieves          | Detectiu Garcia                                 |